# Treboedo
Treboedo (llamada oficialmente Santa Comba do Trevoedo) es una parroquia y un lugar del municipio español de Maside, en la provincia de Orense, Galicia.

## Toponimia
La parroquia también es conocida por los nombres de Santa Comba de Treboedo, Santa Comba de Trevoedo y Santa Comba do Treboedo.

## Organización territorial
La parroquia está formada por siete entidades de población, constando seis de ellas en el nomenclátor del Instituto Nacional de Estadística español:
- A Carballeira[8]
- A Carrasca
- A Povanca (A Pobanza)
- Balteiro
- O Pazo
- Santa Comba
- Treboedo (O Trevoedo)

## Demografía

### Parroquia
| Gráfica de evolución demográfica de Treboedo (parroquia) entre 2000 y 2022 |
|                                                                            |
| Datos según el nomenclátor publicado por el INE.                           |

### Lugar
| Gráfica de evolución demográfica de Treboedo (lugar) entre 2000 y 2022 |
|                                                                        |
| Datos según el nomenclátor publicado por el INE.                       |